# کولم توبین
کولم توبین (انگلیسی: Colm Tóibín؛ زادهٔ ۳۰ مهٔ ۱۹۵۵) یک شاعر، رمان‌نویس، روزنامه‌نگار، نویسنده و نمایش‌نامه‌نویس اهل ایرلند است.
وی همچنین برنده جوایزی همچون جایزه ادبی کاستا بوک شده است.

## آثار

### رمان
- جنوب
- داستان شب
- استاد
- نورا وبستر
- شعله آتشین خلنگ‌زار
- کشتی بلک‌واتر
- بروکلین
- رنگ سایه‌ها
- خانه نام‌ها

### مجموعه داستان
- خانواده تهی
- مادران و پسران

### غیرداستانی
- مهمان جشن